# La Vall de Gallinera
La Vall de Gallinera (nom en valencien, officiel depuis le 22 janvier 2021 ; en castillan : Vall de Gallinera), est une commune d'Espagne de la province d'Alicante dans la Communauté valencienne. Elle est située dans la comarque de la Marina Alta et dans la zone à prédominance linguistique valencienne.

## Géographie

Localisation de Vall de Gallinera
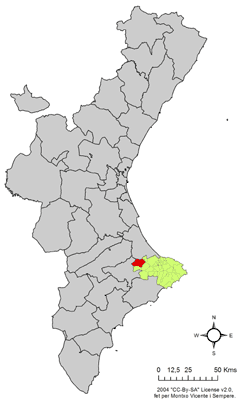
dans la Communauté valencienne.
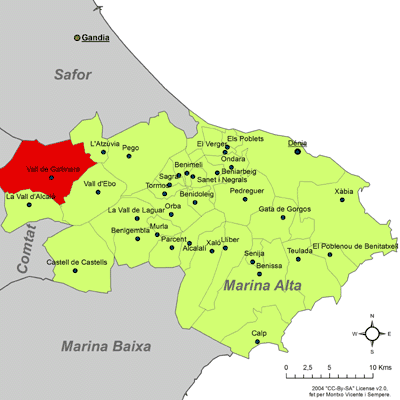
dans la comarque de la Marina Alta.

La Vall de Gallinera est une commune composée de huit hameaux qui sont : Benirrama, Benialí, Benissivà, Benitaia, la Carroja, Alpatró, Llombai et Benissili.